# Список Народных героев Югославии/З
В настоящем списке в алфавитном порядке представлены все Народные герои Югославии, чьи фамилии начинаются с буквы «З» (всего 21 человек). В списке указаны даты присвоения звания и даты жизни Героев.
- Серым цветом в таблице выделены Герои, награждённые орденом Народного героя посмертно.

## Список Народных героев Югославии, фамилии которых начинаются с «З»
| № п/п | Фото | Фамилия, Имя         | Дата присвоения звания | Годы жизни                        |
| ----- | ---- | -------------------- | ---------------------- | --------------------------------- |
| 407   |      | Забазновский, Атанас | 20 декабря 1951        | 7 января 1925 — 17 мая 2013       |
| 408   |      | Забуковец, Милан     | 20 декабря 1951        | 1923—1997                         |
| 409   |      | Закич, Милое         | 20 декабря 1951        | 1912—1942                         |
| 410   |      | Заклан, Дмитар       | 27 ноября 1953         | 1915—1988                         |
| 411   |      | Зафред, Ива          | 8 октября 1953         | 1908—1943                         |
| 412   |      | Захирович, Хасан     | 26 июня 1945           | 1920 — 8 апреля 1943              |
| 413   |      | Звицер, Йово         | 27 ноября 1953         | 8 января 1914 — 2 марта 1943      |
| 414   |      | Зевник, Винко        | 20 декабря 1951        | 1914—1943                         |
| 415   |      | Зекич, Милош         | 20 декабря 1951        | 2 февраля 1915 — 24 декабря 1984  |
| 416   |      | Зекович, Велько      | 27 ноября 1953         | 1906—1985                         |
| 417   |      | Зечар, Милан         | 5 июля 1951            | 1906 — 9/10 июня 1944             |
| 418   |      | Зиданшек, Милош      | 20 декабря 1951        | 12 сентября 1909 — 8 февраля 1942 |
| 419   |      | Зироевич, Воин       | 5 июля 1951            | 11 марта 1901 — апрель 1942       |
| 420   |      | Зличич, Джёрдже      | 5 июля 1951            | 1920—1942                         |
| 421   |      | Зогович, Вуядин      | 13 июля 1953           | 1914—1943                         |
| 422   |      | Зорич, Миладин       | 27 ноября 1953         | 1920—1945                         |
| 423   |      | Зорич, Милан         | 27 ноября 1953         | 1912—2006                         |
| 424   |      | Зорич, Раде          | 27 ноября 1953         | 1914—1996                         |
| 425   |      | Зренянин, Жарко      | 5 декабря 1944         | 11 сентября 1902 — 4 ноября 1942  |
| 426   |      | Зрилич, Джюраджь     | 20 декабря 1951        | 1917—1944                         |
| 427   |      | Зупчевич, Асим       | 20 декабря 1951        | 1919 — 28 декабря 1942            |